# Romhányi György
Romhányi György (Szár, 1905. szeptember 15. – Pécs, 1991. augusztus 29.) magyar orvos, patológus, amiloidkutató, Romhányi József orvos bátyja.

## Életútja

### Gyermekévek, ifjúkor
Romhányi György 1905. szeptember 15-én született a Fejér vármegyei Szár községben. Édesapja Reichenbach György, szári körjegyző volt, ő volt az első ebben a családban, aki egyetemet végzett, jogi végzettsége volt. A család eredetileg Vértesacsáról származott. Édesanyja Czimbál Anna etyeki származású. Öten voltak testvérek, a születés sorrendjében: Dezső, Irén, Irma, György és József. A Romhányi nevet József és Dezső testvéreivel együtt vették fel. 1936-ban házasságot kötött Szödényi Nagy Magdolnával. Egyetlen gyermekük, Mária 1937-ben született. Romhányi György a szári három osztálytermes római katolikus elemiben tanult meg írni, olvasni és számolni, majd Székesfehérvár híres főgimnáziumának, a Ciszterci Szent István Gimnáziumnak a növendéke lett. Érettségit követően a budapesti Pázmány Péter Tudományegyetem orvosi fakultására iratkozott be.

| „                 | A sorsom az akkori Ferenc József hídon dőlt el, még visszafordulhattam volna a műegyetemre, mert nagyon szerettem a matematikát is. De nem fordultam vissza, hanem valami mágnesszerű vonzásnak engedelmeskedtem, s beiratkoztam a Szerb utcában az orvoskarra. | ” |
| – Romhányi György | |   |

Egyetemi tanulmányait az 1923/24-es tanévben kezdte. Ebben az időben a Pázmány Péter Tudományegyetemen két kórbonctani intézet működött. A II. számú vezetője Krompecher Ödön volt. 1926-ban ötödéves hallgató, amikor Krompecher Ödön váratlan halála miatt az új professzornál, Balogh Ernőnél kellett vizsgáznia. Félelmében pánikszerűen vetette rá magát a patológiára, s ezért vett részt az Arányi-féle boncolási versenyen is, melyet aztán meg is nyert. Balogh Ernőnek kitűnő képessége volt a tehetség felismerésére. Romhányira a boncolási verseny megnyerésekor figyelt fel, majd az ifjú medikus kiemelkedően letett szigorlata után intézetébe hívta dolgozni. Romhányi György 1928. szeptember 1-jén lépett be a II. sz. Kórbonctani Intézetbe (szigorló orvosként) mint díjtalan, majd díjas gyakornok. 1929. november 9-én avatták orvosdoktorrá, s ettől a naptól kezdve nyugdíjazásáig patológusként dolgozott.

### Budapest (1929-1946)
1931-ben tanársegéd, 1933-ban adjunktus lett, 1939-ben pedig „A vérképző szervek kórbonctana és kórszövettana” tárgykörből a budapesti orvoskari tanártestület magántanárrá habilitálta.
Állandó szereplője volt a Magyar Pathológusok Társasága (MPT), illetve a budapesti tudományos üléseknek is. Új, továbbfejlesztett színezési eljárást dolgozott ki, melynek leírása 1956-ban jelent meg a nagy nemzetközi tekintélynek örvendő Virchow’s Archivban.

| „                 | A patológia a szenvedések tana, ezt megfelelő makroszkópos készítményekkel kell oktatni, demonstrálni. | ” |
| – Romhányi György | |   |

Egyik legfontosabb tudományos munkája az amiloidlerakódások vizsgálata volt, melyhez a szükséges polarizációs optikai ismereteket autodidakta módon, idegen nyelvű könyvekből sajátította el. Kutatásainak eredményét "Az amyloid submicroscopos szerkezete" című előadásában foglalta össze.

| „                 | Megint egy kissé okosabbak, s ezáltal egy kissé szerényebbek lettünk. | ” |
| – Romhányi György |                                                                       |   |

Egyéb tudományos munkái "A sejthártya permeabilitására vonatkozó kísérleti vizsgálatok" és "A rheumás megbetegedések kórbonctana" voltak.
1944-ben a front közeledtével Németországba telepítették a magyar orvostanhallgatók egy részét, s ezek kísérő tanárai közé sorolták Romhányit is. 1945 októberében sok viszontagság után érkeztek haza Budapestre. A második világháborút követő politikai-eszmei kavargásban Romhányi karrierje átmenetileg derékba tört, egyik napról a másikra utcára került, elvesztette állását. 1947. július 1-jétől Etyeken vállalt mezőgazdasági munkát, kukoricát kapált.

### Szombathely (1946-1951)
1947 októberében Vas vármegye főispánja Romhányi György egyetemi magántanárt a Vas vármegye és Szombathelyi thj. Város Közkórháza üresedésben levő kórboncnok-laboratóriumi főorvosi állásra „ideiglenesen behelyettesítette” 336 Ft havi illetmény és 15 Ft lakbérpótlékkal. Két év után kapott végleges kinevezést. Maga köré gyűjtötte a fiatal orvosokat, orvostan- és vegyészhallgatókat, s szinte kis magánegyetemet alapított. Az MTA 1949 áprilisában tudományos státuszba sorolta. Az akkor megjelent, "A vesehámsejtek funkcionális és szubmikroszkópos szerkezetéről" című munkáját Romhányi minden alkalommal fontos művei között említette. Itt figyelte meg a vese kefeszegélyének natív, fagyasztott metszeteken észlelhető kettőstörését is. A pécsi tudományegyetem két kiválósága, Ernst Jenő és a Szentágothai János benne látták Entz Béla patológus professzor méltó utódját, így Pécsre hívták a patológiai intézet élére. Romhányi nehezen hagyta el Szombathelyet, a biztos fészket, csak barátai és ismerősei erélyes felszólítására döntött a tanszék átvételéről.

### Pécs (1951-1991)
1951. október 16-án foglalta el a Pécsi Orvostudományi Egyetem Kórbonctani Intézetének katedráját. Ő maga később „kiteljesedésnek” nevezte pécsi működését, hiszen itt valósultak meg álmai, itt nyílt szabad tér kreativitása kibontakozására. Első külföldi előadói szereplése 1960-ban Párizsban az I. Európai Hisztokémiai Kongresszuson volt, ahol a metakromatikus festés szubmikroszkópos strukturális alapfeltételeiről tartott nagy sikerű előadást, beszámolt a toluidinkék és a rivanol topooptikai reakcióról, a cornea (a mesenchymalis struktúrák) metakromatikus festési reakciójáról.
Közben az akkori rektor, Donhoffer Szilárd erőteljes felszólítására beadta, majd 1968-ban megvédte "A kötőszövet sejtközi állományának ultrastruktúrájáról topooptikai reakciók, polarisatios optikai vizsgálatok alapján" c. nagydoktori disszertációját. A hatvanas évek végén visszatért kedvenc témájához, az amiloidhoz.
Tanítványai közül Jobst Kázmér akadémikus, Kellermayer Miklós,  Németh-Csóka Mihály vagy Módis László később jelentős tudományos eredményeket értek el.
1976-ban nyugdíjazták.
Amikor nyugdíjba vonult, búcsúbeszédében azt mondta, hogy három zsákot visz magával: az egyik egy kis zsák, de igazgyöngyök vannak benne, amiket a tudás tengerének mélyéről hozott fel. A másik zsákban azoknak a betegeknek a történetei vannak, akiket az ő diagnózisai segítettek hozzá a gyógyuláshoz. A harmadik egy nagyon nagy zsák, de lyukas, a tanítványok, a diákjai zsákja, azoké, akiket évről évre tanított, és akik aztán elmentek szerteszét a világba, magukkal víve az ő tanításait.
Csak jóval később, többszöri ajánlás után, 1982-ben lett a Magyar Tudományos Akadémia levelező-, majd 1988-ban rendes tagja.
A patológia mellett érdekelte a csillagászat, régészet, a komoly- és könnyűzene. Autodidakta módon megtanult hegedülni, mesterhegedűjét egyik tanítványa leánytestvérének ajándékozta. Érdekelte a képzőművészet és az ógörög történelem. Nyugdíjas korában sokat és szívesen olvasott, a magyar és világirodalmi klasszikusokon kívül mai magyar szerzőket is. Nyelveket tanult.

| „                 | Nyelvórákra járok, bejárok a kari könyvtárba, mert nem maradhat el az ember a szakmától, ott olvasom a folyóiratokat. Sok zenét hallgatok. Esténként meg fölsétálok a Mecsekre… Amit elértem nem érhettem volna el megértő családom és feleségem, Szödényi Nagy Magdolna nélkül. | ” |
| – Romhányi György | |   |

1991. augusztus 29-én, Pécsett nyolcnapi haláltusa után csendben elhunyt. Az európai patológia egyik nagysága, orvosnemzedékek legendás hírű oktatója és a szubmikroszkópos kutatás nagy egyénisége a pestszentlőrinci temetőben nyugszik.

## Romhányi György, az oktató
Romhányi György legszélesebb körben kétségtelenül oktatói tevékenységével vált legendává. Romhányi professzor legfontosabb üzenete a hallgatók iránti feltétel nélküli szeretet volt, emiatt tudott szigorúságában is inspiráló lenni. Utánozhatatlan előadói készségének egyik legfontosabb vonása az volt, hogy hallgatóival személyes kapcsolatot alakított ki. Fantasztikus arc- és névmemóriával rendelkezett. Kivételes módon több száz medikust tudott néven szólítani, s előadásai alatt folyamatos szemkontaktusban volt a hallgatóival. Nem vetített, mert a sötétben elveszett volna a szemkontaktus! Oktatási módszere – a vázlatos rajz, a megfelelő hangsúly, az interaktív előadásmód – a modern multimédiás feltételek közt is időtálló.
| „                 | A professzort a hangsúlyért fizetik. | ” |
| – Romhányi György |                                      |   |

Mélyreható gondolatainak átadására kivételes leleménnyel talált olyan szimbolikus, plasztikus kifejezési formákat, amelyek jól megjegyezhetővé, tovább adhatóvá, jelképessé tették gazdag gondolatait. Romhányi György egyszerre volt elmélyült kutató, briliáns előadó és nagy felelősségérzettel rendelkező orvos. Minden területen maximálisat alkotott. Mai szemmel viszonylag kevés tudományos cikket írt (kb. 54-et), de azokat a kor vezető szakfolyóirataiban közölte. Játékos kutató volt, a felfedezés öröméért dolgozott. Az izzadtságszagú, címekért vagy rangokért végzett "tudománycsinálást" mélyen lenézte. A lényeg biztos megragadásának képessége, a rámutatás, a többiek figyelmének odairányítása tette őt minden bizonnyal az egyik legnagyobb hatású, iskolateremtő magyar professzorrá.

## Kutatásai
1.	1939-1941 között felfedezett, s 1942-ben előadott amiloidkutatások szubmikroszkópos szerkezetének első leírója, analizálója. 1971-ben beszámolt a módosított, az amiloid szelektív kongóvörös reakcióiról. 1972-ben közölte a kálium-permanganát oxidációt követő tripszinemésztés eredményét: a szekunder típusú amiloidlerakódások szelektív kiemészthetőségét, illetve az amiloid két fő típusának (primer és szekunder) ezen reakció segítségével történő elkülönítését.
2.	A rugalmas rostok vizsgálatára alkalmas, róla elnevezett „anilin reakció”, illetve a rugalmas rostok fibrilláris struktúrájának felfedezése.
3.	A kötőszöveti alapállomány savi poliszacharidjainak micelláris rendezettségének megállapítása.
4.	A máj ergastoplasma membránstruktúra orientált festékkötődése a redox állapot függvényében.
5.	A toluidinkék- és rivanol-precipitációs topooptikai reakció; a „topooptikai reakció” kifejezés bevezetése, valamint számtalan additív és inverz típusú topooptikai reakció leírása, elemzése.
6.	A formalinban fixált kollagénrostok két típusát írta le a toluidinkék topooptikai reakció segítségével: a steno- és prokollagént.
7.	A kíméletes szulfatálás, mely egy kollagénspecifikus (inverz) topooptikai reakció. A szulfatálást követő tripszinemésztéssel szelektív kollagénrost emészhetősége.
8.	Kutatásainak egyik csúcsteljesítménye az „anizotrop PAS-reakció”, a „Romhányi-féle ABT-reakció”, mely a cukorkomponensek térbeli elhelyezkedésének vizsgálatát teszi lehetővé.
9.	Alapvető érdeme volt a magyarországi hisztokémia meghonosítása, az országban elsőként végezte el az alkalikus foszfatáz- és PAS reakciót.

## Bibliográfia

### Tudományos munkái
- Új színesrögzítési eljárás (M. Pathol. Társ. munkái, 1941);
- A vesehámsejtek funkcionális és szubmikroszkópos szerkezetéről (Kísérletes Orvostud., 1949);
- Über die submikroskopische Struktur der Amyloid (Schweitzerische Zeitschr. für Pathologie und Bakteriologie, 1949);
- Submicroscopic structure of elastic fibres as observed in the polarization microscope (Nature, 1958);
- Über die submikroscopische strukturelle Grundlage der metachromatischen Reaction (Acta Histochemia, Jena, 1963);
- Törekvéseink a mikroszkópos morphológiától a finom szerkezeti kutatás felé (Pécsi Orvostud. Egy. évk., 1976/77, 1978);
- Topooptikai reakciók és szerepük a biológiai ultrastruktura-kutatásokban (Bp., 1988)

### Róla írták
- Romhányi György (in: Hallama E.: „Fele játék, fele gyötrelem”. Tudósportrék, 2. kiad., Pécs, 1986);
- Kelényi G.: Romhányi György (M. Tud., 1992);
- Kádas I.: Romhányi György (Bp., 1995).
- Adatok Romhányi György (1905. szeptember 15. – 1991. augusztus 29.) professzor szakmai jelentőségéhez: Romhányi György halálának évfordulójára / Bély Miklós. – Magyar Reumatológia, 2000. 41. évf. 3. sz., p. 176-178.
- Dr. Romhányi György 1905-1991 – Medicus Universalis, 2000. 33. évf. 4. sz., p. 298.
- Dr. Romhányi professzor úr 1969. április 11-ei egyetemi előadása Pécsett / Degrell Péter. – (Fejezetek a reumatológia történetéből) Magyar Reumatológia, 1998. 39. évf. 4. sz., p. 230-232.
- Prof. Dr. Romhányi Györgyről (1905-1991) / Temesvári Péter Magyar Reumatológia, 1999. 40. évf. 2. sz., p. 122.
- Romhányi professzor, a mozgásszervi patológia úttörőinek egyike: Szár, 1905. szeptember 15. – Pécs, 1991. augusztus 29. / Bély Miklós – Magyar Reumatológia, 1998. 39. évf. 4. sz., p. 233.
- Tóth Pál: A Professzor – Képeskönyv Dr. Romhányi Györgyről (Pécs, 2004)
- Jobst K.: Romhányi György akadémikus (1905-1991) (Pécs, 2009)
- Romhányi György életrajza, https://web.archive.org/web/20150615033939/http://www.pathodg.hu/node/20

### Tudományos cikkek Romhányi György munkásságáról
- Makovitzky J.: A brief biography of George Romhányi (1905-1991): Professor, enthusiastic teacher of human pathology, exceptional personality, and a pioneer of polarization microscopy in the 20th century. Acta Histochem. 2006;108(3):165-73.
- Bély M, Makovitzky J.: Sensitivity and specificity of Congo red staining according to Romhányi. Comparison with Puchtler's or Bennhold's methods. Acta Histochem. 2006;108(3):175-80. Epub 2006 May 22.
- Makovitzky J.: George Romhányi (1905-1991): pioneer in amyloid research and polarization microscopy, on the 100th anniversary of his birth. Amyloid. 2005 Dec;12(4):251-7.
- Sandhyamani S, Sindhu JK, Sriramachari S.: Re-colorization of museum specimens: a modification of Romhanyi's technique based on pyridine/nicotine hemochromogen reactions. Virchows Arch. 2005 Jul; 447(1):94-8.
- Sipe JD.: Amyloid and amyloidosis. The 2nd Romhányi Memorial Symposium April 24, 2004, Pécs, Hungary. Amyloid. 2004 Dec;11(4):273-5.

## Díjak, elismerések
- az orvostudomány kandidátusa (1955)
- Akadémiai Díj (1962)
- Academia Leopoldina Halle an der Saale tagság (1967) a „Pathologia”-szekció tagja
- az orvostudomány doktora (1968)
- Akadémiai Díj (1973)
- Állami Díj II. fokozat (1975) – A szövetek molekuláris biológiai szintű organizációjának kutatására kidolgozott eljárásáért, több évtizedes oktató-nevelő munkájáért.
- Pécsi Orvostudományi Egyetem Pro Universitate arany fokozata (1980)
- az MTA levelezõ tagja (1982)
- az MTA rendes tagja (1987)
- Pro Urbe Díj, Pécs (1987)
- Semmelweis Orvostudományi Egyetem, Gyémánt diploma (1989)
- Grastyán-díj (1991)
- Pro Civitate Díj, Pécs (1991)
- Fejér Megye díszpolgára (2006. március 15.)
- Pécsi Orvostudományi Egyetem Pro Universitate Díj Aranyfokozata
- Magyar Pathologusok Társasága, Baló József Emlékérem

## Emlékezések
- 1993-ban a Pécsi Orvostudományi Egyetem Aulájában felavatták domborművét
- Romhányi György Alapítvány létrehozása (sümegi Membrán-Transzport Konferencia), melynek Kuratóriuma 1993 óta évente egyszer ítéli oda a Romhányi-díjat
- Romhányi György Emlékérem alapítása (Magyar Pathológusok Társasága, 1994. november)
- 1999-ben Prof.Dr.Romhányi György díjat alapított a Székesfehérvári Képzés, továbbképzés és szociális Alapítvány. Évente egyszer, két Fejér megyei orvosnak itélik oda a díjat, mely 11,5 cm átmérőjű bronz érem, Nagy Benedek szobrászművész alkotása.
- 2000 óta szülőfalujában, Szár községben, Genzwein Ferenc nyugalmazott tanár kezdeményezésére tanítványai és tisztelői augusztus végén Romhányi-emlékülést tartanak
- Szár község általános iskolája a Romhányi György nevet viseli
- 2005. január óta a Pécsi Tudományegyetem Szigeti út 12. sz. alatti épületében található Aula a Romhányi György nevet viseli
- 2005. október 20-án emléktáblát avatott a Magyar Orvosi Kamara Fejér Megyei Szervezete, egykori iskolájának falán – Székesfehérvári Ciszterci Rendi Szent István Katolikus Főgimnázium – Semmelweis Ignác emléktáblája mellett az Oskola utcában.
- A Fejér Vármegyei Szent György Egyetemi Oktató Kórház előadóterme a Romhányi György Auditórium nevet viseli 2006. március 22-e óta.
- Pécsett, a 48-as téren, a gyalogos sétány melletti kerülőn található Romhányi György szobra (Rétfalvy Sándor alkotása). A szobrot egykori tanítványai közadakozásból emeltették szeretett "Mesterük" emlékére születésének 100. évfordulóján.
- egykori munkahelye, a szombathelyi Vas Megyei Markusovszky Kórház előadóterme a Romhányi Terem nevet viseli